# Hornhautdystrophie
Die Hornhautdystrophie (HD) ist eine Gruppe unterschiedlicher, angeborener nicht-entzündlicher, progredienter Erkrankungen (Dystrophien), die auf die Hornhaut des Auges beidseits beschränkt sind.

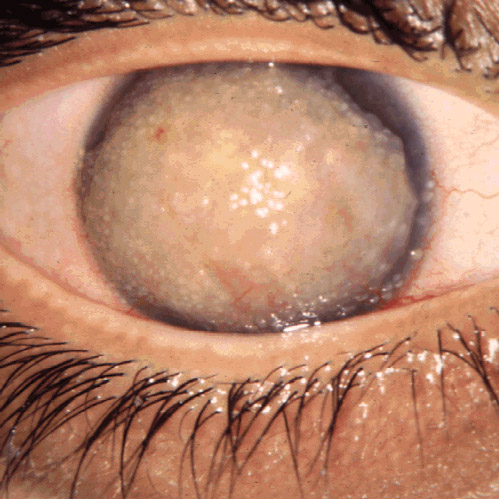
Hornhautdystrophie, Gelatinöse tropfenförmige Form

Die Erstbeschreibung einer Hornhautdystrophie stammt aus dem Jahre 1890 durch den deutschen Augenarzt Arthur Groenouw.

## Verbreitung
Die Häufigkeit einzelner Formen ist unterschiedlich, insgesamt jedoch selten.

## Im Rahmen von Syndromen
Bei folgenden Syndromen ist die Hornhautdystrophie ein wesentliches Krankheitsmerkmal:
- Familiäre Amyloid-Polyneuropathie Typ IV
- Chandler-Syndrom
- Cogan-Reese-Syndrom
- Fuchs-Endotheldystrophie
- Pachyonychia congenita
- Richner-Hanhart-Syndrom (Tyrosinämie Typ II)

## Ursache
Je nach genetischer Störung erfolgt die Vererbung autosomal-dominant, autosomal-rezessiv oder X-chromosomal-rezessiv.
Ursache der verschiedenen Hornhautdystrophien sind Mutationen in den Genen CHST6 (Genort 16q22), COL8A2 (1p34.3-p32.3), KRT3 (12q13), KRT12 (17q12), PIP5K3 (2q35), SLC4A11 (20p13-p12), TACSTD2 (1p32), TCF4 (18q21.2), TGFBI (5q31) und UBIAD1 (1p36.3).

## Einteilung
Klinisch kann eine Einteilung nach Lokalisation erfolgen:
- anteriore Form[5]
- stromale Form[6]
- posteriore Form[7]

Hinzu kommt die Autosomal-dominante Keratitis.

## Klassifikation
Im Jahre 2015 wurde die „IC3D Classification of Corneal Dystrophies—Edition 2“ veröffentlicht mit nachstehender Einteilung in vier Gruppen:
- Epitheliale und subepitheliale Dystrophien
  - Epitheliale Basalmembrandystrophie (EBMD)
  - Epitheliale rezidivierende Erosionsdystrophie (ERED)
  - Subepitheliale muzinöse HD (SMCD)
  - Meesmann-HD (MECD), (Meesmann-Wilke-Syndrom)
  - Lisch epitheliale HD (LECD)
  - Gelatinöse tropfenförmige HD (GDLD)
- Dystrophien der Bowman-Lamelle
  - Reis-Bücklers-HD (RBCD), (Granuläre Hornhautdystrophie Typ III)
  - Thiel-Behnke HD (TBCD)
  - Gittrige HDen (LCD;) – Typ 1 Varianten (III, IIIA, I/IIIA, IV)
  - Granuläre HD Typ 1 (GCD1), (Groenouw I; klassische Form)
  - Granuläre HD Typ 2 (GCD2), (Avellino-Dystrophie)
- Dystrophien des Stromas
  - Makuläre HD (MCD), (Groenouw II; Fehr-Syndrom)
  - Schnyder-HD (SCD)
  - Kongenitale stromale HD (CSCD)
  - Fleckchen HD (FCD)
  - Posteriore amorphe HD (PACD)
  - Zentral-wolkenförmige HD-François (CCDF)
  - Prä-Descemet-HD (PDCD);
- Endotheliale Dystrophien
  - Fuchs-endotheliale HD (FECD)
  - Hintere polymorphe HD (PPCD)
  - Kongenitale hereditäre Endotheldystrophie (CHED), (vormals CHED1 + 2)
  - X-gebundene Endothel-Hornhautdystrophie (XECD)

## Klinische Erscheinungen
Klinische Kriterien sind Hornhauttrübung in unterschiedlicher Form und Ausprägung mit entsprechender Beeinträchtigung der Sehschärfe.

## Diagnose
Insbesondere bei beidseitigen Hornhauttrübungen sollte immer an Hornhautdystrophien gedacht werden. Die Diagnose stützt sich auf das Alter bei Erkrankungsbeginn und das Aussehen bei der Hornhaut bei der Spaltlampenuntersuchung.

## Differentialdiagnose
Abzugrenzen sind angeborene systemische Stoffwechselerkrankungen mit Hornhautbefall:
- Cystinose
- Keratosis follicularis spinulosa decalvans
- LCAT-Mangel
- Morbus Fabry
- systemische Lysosomale Speicherkrankheiten
- Tyrosinämie Typ 2
- X-chromosomale Ichthyose